# Chau Cheong Wa
Chau Cheong Wa (17 febbraio 1968) è un ex calciatore ed ex giocatore di calcio a 5 hongkonghese.

## Carriera
Chau ha fatto parte della nazionale hongkonghese di calcio a 5 al FIFA Futsal World Championship 1992 in cui i padroni di casa, qualificati di diritto come paese organizzatore, sono stati eliminati nel girone del primo turno. Tuttavia, non è stato impiegato nella rassegna iridata.